# Paraterpogon punctatus
Paraterpogon punctatus là một loài ruồi trong họ Asilidae. Paraterpogon punctatus được Hull miêu tả năm 1962. Loài này phân bố ở miền Australasia.